# Anton Fränznick

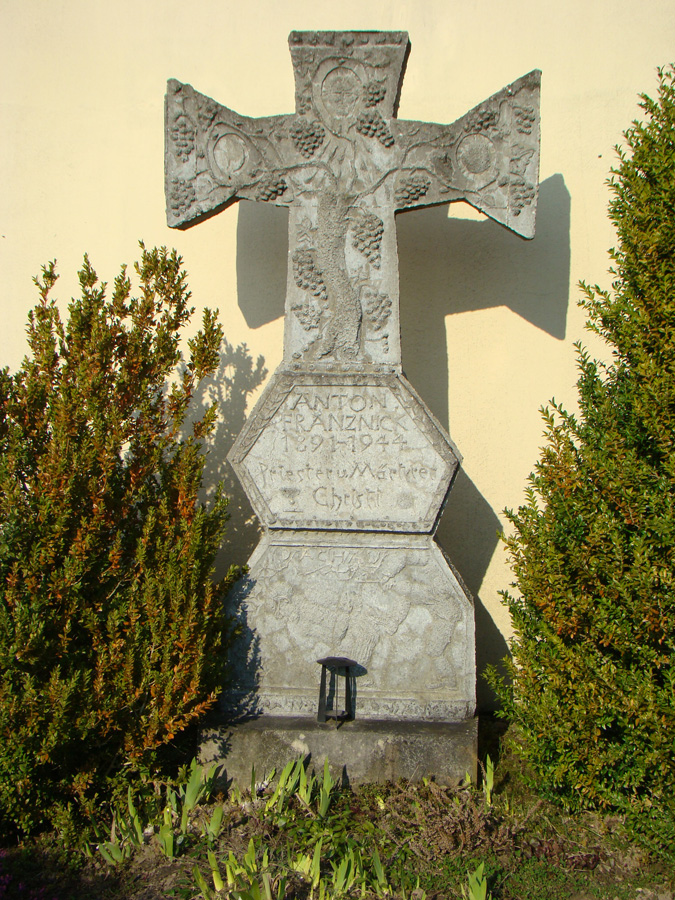
Rohrbach (Eppingen), pomnik upamiętniający Antona Fränznicka

Anton Franz Fränznick (ur. 9 sierpnia 1889 w Rohrbach am Gießhübel (Eppingen), zm. 27 stycznia 1944 w Dachau) – niemiecki duchowny rzymskokatolicki, ofiara reżimu nazistowskiego. Od święceń kapłańskich w 1913 do 1925 był wikariuszem w różnych parafiach w Badenii, w latach 20. XX wieku przystąpił do Ruchu Szensztackiego. W latach 1925–1940 był księdzem a parafii w Mörsch (dzielnicy Rheinstetten), a od 1940 do aresztowania przez Gestapo w Bollschweilu. Za działalność niezgodną z nakazami władz hitlerowskich został przewieziony do obozu koncentracyjnego Dachau, gdzie po półtora roku zmarł.

## Życiorys

### Wczesne lata
Jego rodzicami byli Maria (z domu Fischer) i Rupert Fränznick, rolnik we wsi Rohrbach (obecnie w granicach miasta Eppingen). Urodził się 9 sierpnia 1889 w stojącym nadal domu rodzinnym i wychowywał się z ośmiorgiem rodzeństwa w atmosferze głębokiego katolicyzmu. Według własnego oświadczenia dano mu na chrzcie 15 sierpnia 1889 imiona Franz Anton. Wiosną 1895, jeszcze przed osiągnięciem wieku szkolnego, rozpoczął naukę w miejscowej szkole podstawowej. Od 1900 r. kontynuował naukę na poziomie średnim przez cztery lata w Realschule w Eppingen i przez pięć lat w gimnazjum w Tauberbischofsheim, gdzie w 1909 r. zdał maturę. Następnie przyjęto go do konwiktu arcybiskupiego (Erzbischöfliches Gymnasialkonvikt) we Fryburgu Bryzgowijskim, gdzie w latach 1909–1913 odbywał studia teologiczne. Do seminarium duchownego wstąpił w St. Peter i 2 lipca 1913 przyjął święcenia kapłańskie. Posługę kapłańską pełnił w różnych miejscowościach na terenie Badenii: 1913-1917 jako wikariusz w Neustadt w Schwarzwaldzie i przy kościele św. Urbana we fryburskiej dzielnicy Herdern, w 1917 r. jako kapelan w ośrodku dla osób niepełnosprawnych Josefshaus w Herten (dzielnicy Rheinfelden), 1917-1925 ponownie jako wikariusz w kościele św. Bernarda w Karlsruhe.

### Okres szensztacki
Pod koniec lat 20. XX wieku przystąpił do szerzącego się w kręgach duchownych i nauczycielskich nowego prądu apostolskiego, nazwanego później Ruchem Szensztackim, i włączył się w jego działalność. Po raz pierwszy wziął udział w rekolekcjach (Exerzitien) w Schönstatt w 1928 r. Od 1931 r. apostołował „z pełnym poświęcenia zapałem” nie tylko w parafii św. Urbana w Mörsch (dzielnicy Rheinstetten), gdzie był księdzem w latach 1925–1940, ale i w odległych parafiach poza diecezjalnymi granicami. Powszechnie, także w archidiecezji fryburskiej, znane było jego zaangażowanie w organizowaniu tygodni eucharystycznych i wygłaszaniu płomiennych kazań. Jego zapał misyjny budził jednak w kolejnych latach poważne zastrzeżenia arcybiskupstwa. Jego parafia Mörsch, dotknięta wysokim bezrobociem i przychylna nastrojom komunistycznym, była trudnym terenem działalności apostolskiej nawet dla tak zaangażowanego księdza jak Anton Fränznick. Z drugiej strony znaczna liczba mieszkańców aż do przejęcia władzy przez NSDAP opowiadała się po stronie katolickiej partii Zentrum. Intensywna praca Fränznicka na rzecz Kościoła owocowała powiększaniem się liczby udzielanych komunii i wzrostem pobożności, czemu sprzyjały też broszury zawierające opracowywane we współpracy z innymi księżmi kazania i wykłady. Poświęcenie, z jakim prowadził działalność apostolską i społeczną poza własną parafią, okupione jednak było uszczerbkiem na zdrowiu i równowadze psychicznej. Ponadto narastała presja na władze kościelne ze strony Gestapo, która kwestionowała dopuszczalność działalności Fränznicka poza jego własną parafią. Wiosną 1934 arcybiskup Fryburga Conrad Gröber (deklarujący w tym okresie poparcie dla polityki Adolfa Hitlera) zakazał mu działalności na terenie diecezji Rottenburga, a w rok później także w archidiecezji fryburskiej. Aby jeszcze skuteczniej ograniczyć pole oddziaływania księdza Fränznicka – a tym samym umniejszyć ryzyko politycznego prześladowania – w 1940 r. przeniesiono go do liczącej ok. 500 mieszkańców wioski pod Fryburgiem. 29 maja 1940 objął parafię w Bollschweilu.

### Ostatnie lata

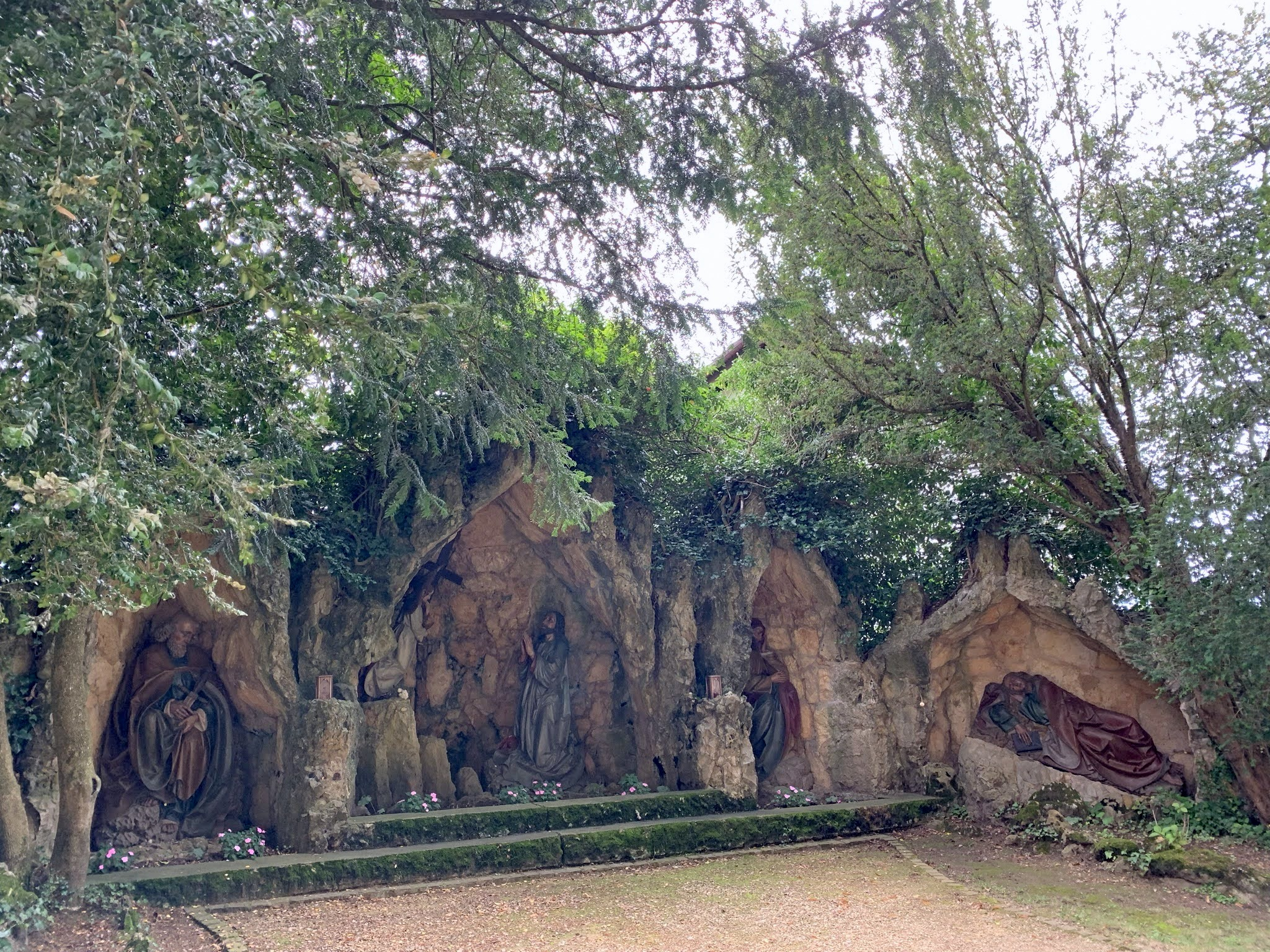
Grupa ogrójcowa w sztucznych grotach przy kościele w Bollschweilu

Działalność, którą prowadził przez następne dwa lata w Bollschweilu, miała charakter zarówno duszpasterski, jak i praktyczny. Obok regularnej pomocy przy pracach polowych (wielu mężczyzn powołano do służby wojskowej), doprowadził do uroczystego poświęcenia organów w kościele św. Hilarego i zbudowania na dawnym cmentarzu przykościelnym sztucznych grot mieszczących figury Chrystusa i uczniów w Ogrójcu. Popadał jednak w konflikty z radą gminną i miejscowymi funkcjonariuszami nazistowskimi, których działania krytykował z ambony. M.in. naraził się tym, że pozwolił na przystąpienie do komunii żonie członka NSDAP, który odmówił zawarcia ślubu kościelnego; ponadto, to pozwolenie wywołało oburzenie wśród mieszkańców wsi. W jednym z kazań wyraził oburzenie na wykonanie „w trybie doraźnym” (standrechtlich) wyroku śmierci w marcu 1942 na robotniku przymusowym, Polaku, z którym utrzymywała intymny związek mieszkanka Bollschweilu. Dokładny przebieg uprawomocnienia i wykonania wyroku, ustalenie nazwisk biorących udział w egzekucji osób ze wsi i funkcjonariuszy Gestapo oraz bezpośrednie zaangażowanie mieszkańców (denuncjacje w tej i poprzednich zatargach) i członków NSDAP z Bollschweilu pozostaje trudne do ustalenia. Namacalnym przedmiotem zatargu Fränznicka z władzami wsi miał być udział gminy w kosztach odnowienia drogi przez należący do Kościoła las. Po tym, jak oburzony ksiądz Fränznick pomstował z ambony i w rozprowadzanych ulotkach na odmowę gminy, został on 27 czerwca 1942 aresztowany i przesłuchiwany przez Gestapo w więzieniu we Fryburgu. Dochodzenie w sprawie tego konfliktu z burmistrzem Bollschweilu okazało się rozstrzygającym o losie księdza Fränznicka, przeciwko któremu Gestapo zebrało już sporo materiałów. Z więzienia przewieziono go 24 lipca 1942 do obozu koncentracyjnego Dachau i osadzono w bloku księży (Priesterblock). Różni przedstawiciele władz kościelnych i osoby prywatne podejmowali nieskuteczne w rezultacie starania o uwolnienie coraz bardziej zapadającego na zdrowiu Antona Fränznicka. On sam wyrażał w listach pisanych z obozu akceptację swojego położenia jako „niezrównanie pięknych rekolekcji, które darował [mu] Bóg” i deklarował gotowość na śmierć. We wspomnieniach współwięźniów zachował się jego wizerunek nie tylko jako żarliwego i niezłomnego w wierze katolika, ale nade wszystko jako osoby okazującej wszystkim współwięźniom współczujące wsparcie (także praktyczne) i pociechę. Na Boże Narodzenie 1943 wygłosił jeszcze w blokowej kaplicy kazanie, a 24 stycznia 1944 przeniesiono go w ciężkim stanie do bloku szpitalnego, gdzie w trzy dni później zmarł. Na prośbę jednego z więzionych w Dachau księży przeprowadzono na miejscu sekcję zwłok, która wykazała cały szereg chorób, niewyleczonych i w stanie ostrym. Zwłok nie wydano, jedynie urnę z prochami, którą przewieziono do Rohrbach.

## Upamiętnienie

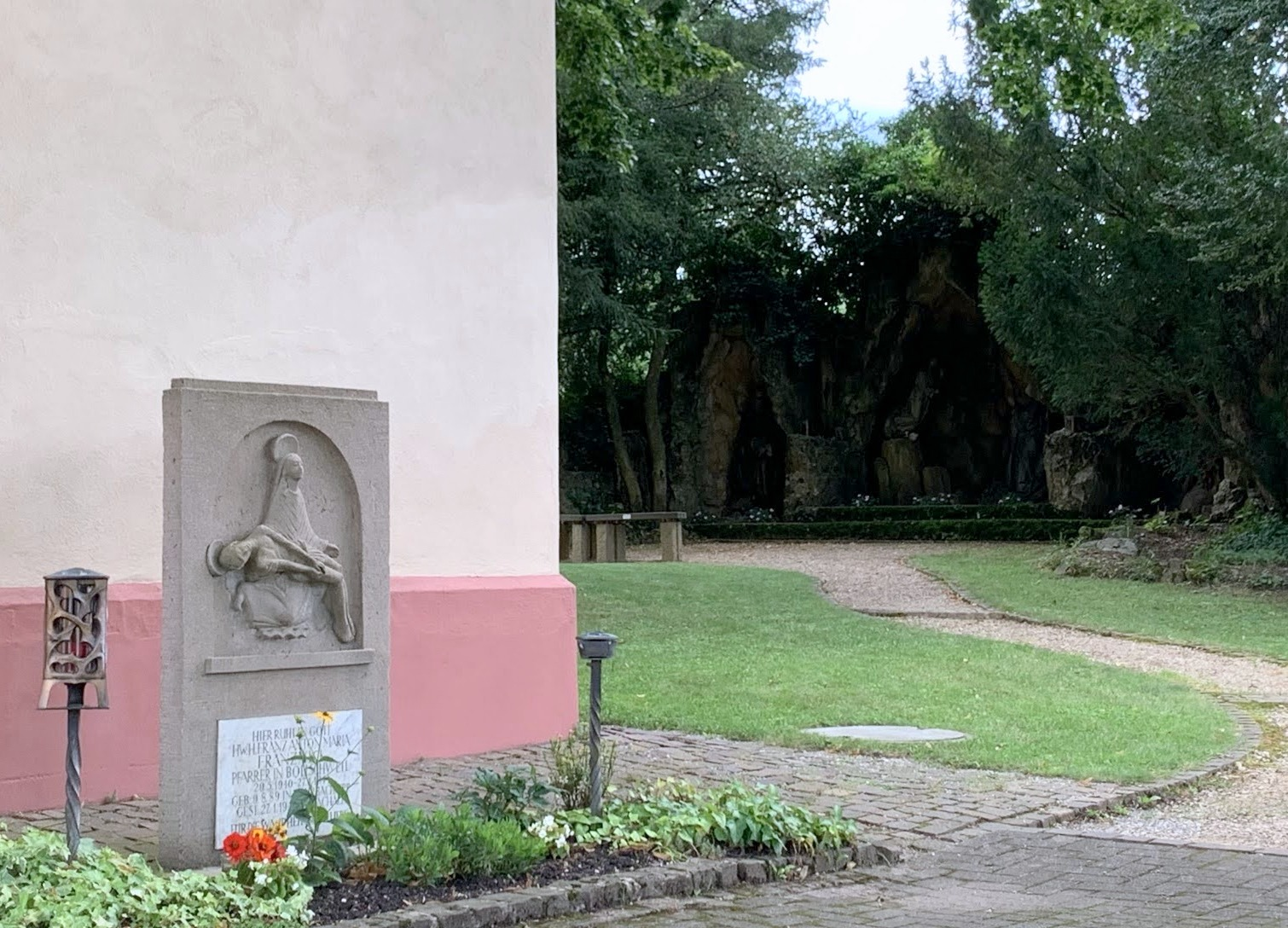
Stela nad grobem Antona Fränznicka, w tle groty z postaciami w Ogrójcu

W 1947 sprowadzono do Bollschweilu urnę zawierającą część prochów i umieszczono w symbolicznym, ozdobionym później pomnikiem, grobie obok kościoła św. Hilarego, naprzeciw grot z kaplicą ogrójcową wzniesioną przez księdza Fränznicka. W wiele lat później urnę przeniesiono do nowego grobu przed kościołem i ozdobiono nowym pomnikiem. Krótką pieszą uliczkę między kościołem a budynkiem dawnego ratusza nazwano Anton-Fränznick-Weg.
Ulica Fränznickstrasse znajduje się w Rheinstetten-Mörsch, we wsi, gdzie był księdzem w latach 1925–1940.
W kościele św. Walentego w Eppingen-Rohrbach, jego rodzinnej wsi, spoczywa urna z jego prochami, a przy kościele stoi poświęcony mu pomnik w kształcie krzyża, rzeźba dłuta Emila Wachtera.

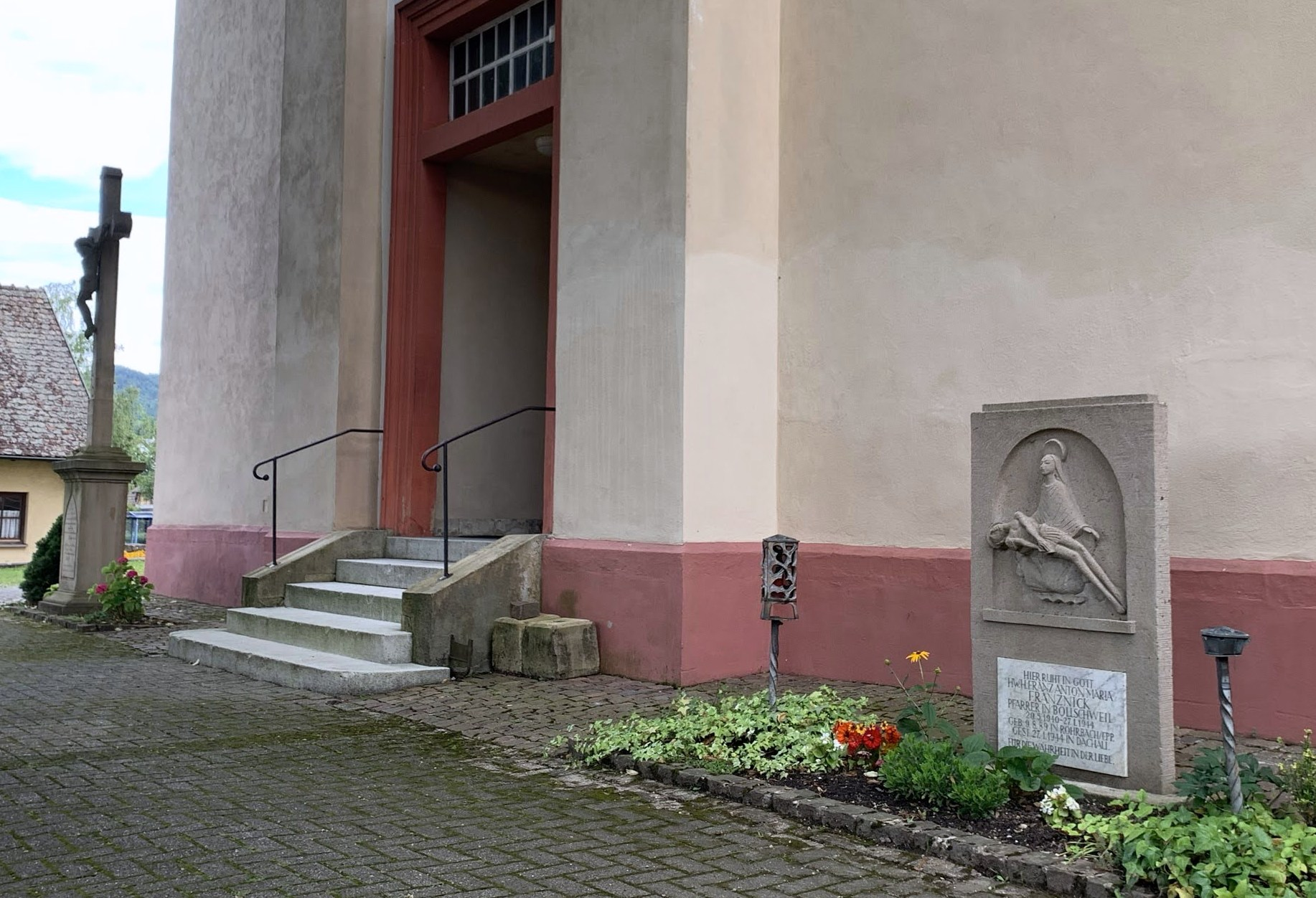
Stela upamiętniająca Antona Fränznicka przy wejsciu do kościoła św. Hilarego

Poetka i pisarka Marie Luise Kaschnitz, pochodząca z osiadłego w Bollschweilu rodu Holzing-Berstett, spędzała od 1917 w rodowej posiadłości, zwanej lokalnie schloss Bollschweil, regularnie długie okresy czasu, także podczas II wojny światowej. Dobrze znała wieś, jej mieszkańców i historię, a swojemu przywiązaniu do niej dała wyraz w utworze Beschreibung eines Dorfes (1966). Do postaci księdza Fränznicka jego tekst nawiązuje dwukrotnie, nie nazywając go jednak z imienia. W rozdziale jedenastym mówi o nim jako o następcy tego księdza, który udzielał jej i Guido von Kaschnitzowi ślubu (w kościele św. Hilarego w grudniu 1925) i który „już nie żyje, bo zginął w obozie koncentracyjnym Dachau”. Znacznie obszerniejsze jest odniesienie do księdza Fränznicka w rozdziale dziewiętnastym, gdzie mówiąc o kościele w Bollschweilu, autorka dokonuje rozrachunku z tą częścią przeszłości i wsi i swojej własnej, w której czynili się niejako współwinnymi aktów zła poprzez swoją bierność, poprzez brak choćby sprzeciwu wobec nieprawości. Marie Luise Kaschnitz przywołuje umieszczone w grotach przy kościele drewniane figury uczniów Chrystusa w Ogrójcu, którzy „głowy zwieszają na piersi i śpią pogrążeni w klocowatym drewnianym śnie”. Wspomniawszy o tragicznym losie księdza Fränznicka, o jego odwadze w nieposłuszeństwie wobec nazistowskiego reżimu, za co zapłacił życiem, Marie Luise Kaschnitz kończy rozdział, mówiąc „przy czym my udawaliśmy, że śpimy jak drewniani uczniowie z głową opuszczoną na piersi”.
Postać księdza Antona Fränznicka jako świadka wiary, jego działalność i recepcja jego postępowania, omówione są w wydanym w 1999 pod egidą niemieckiej Konferencji Biskupów dwutomowym zestawieniu „Świadkowie Chrystusa. Niemieckie martyrologium XX wieku” (Zeugen für Christus. Das deutsche Martyrologium des 20. Jahrhunderts).